# 兵庫県道388号飾東宝殿停車場線
兵庫県道388号飾東宝殿停車場線（ひょうごけんどう388ごう しきとうほうでんていしゃじょうせん）は、兵庫県姫路市から加古川市に至る一般県道である。

## 概要
姫路市飾東町八重畑から加古川市米田町平津に至る。
終点のJR西日本山陽本線・JR貨物 宝殿駅は加古川市・高砂市にまたがっており、駅本屋の駅長室が高砂市に属するため駅は高砂市所属となっているが、県道終点は加古川市域である。

### 路線データ
- 起点：姫路市飾東町八重畑（八重畑交差点、国道372号交点）
- 終点：加古川市米田町平津（JR西日本山陽本線・JR貨物 宝殿駅前、兵庫県道391号伊保宝殿停車場線・兵庫県道393号生石宝殿停車場線・兵庫県道515号小原宝殿停車場線終点）
- 総延長：12.199 km

## 路線状況

### 重複区間

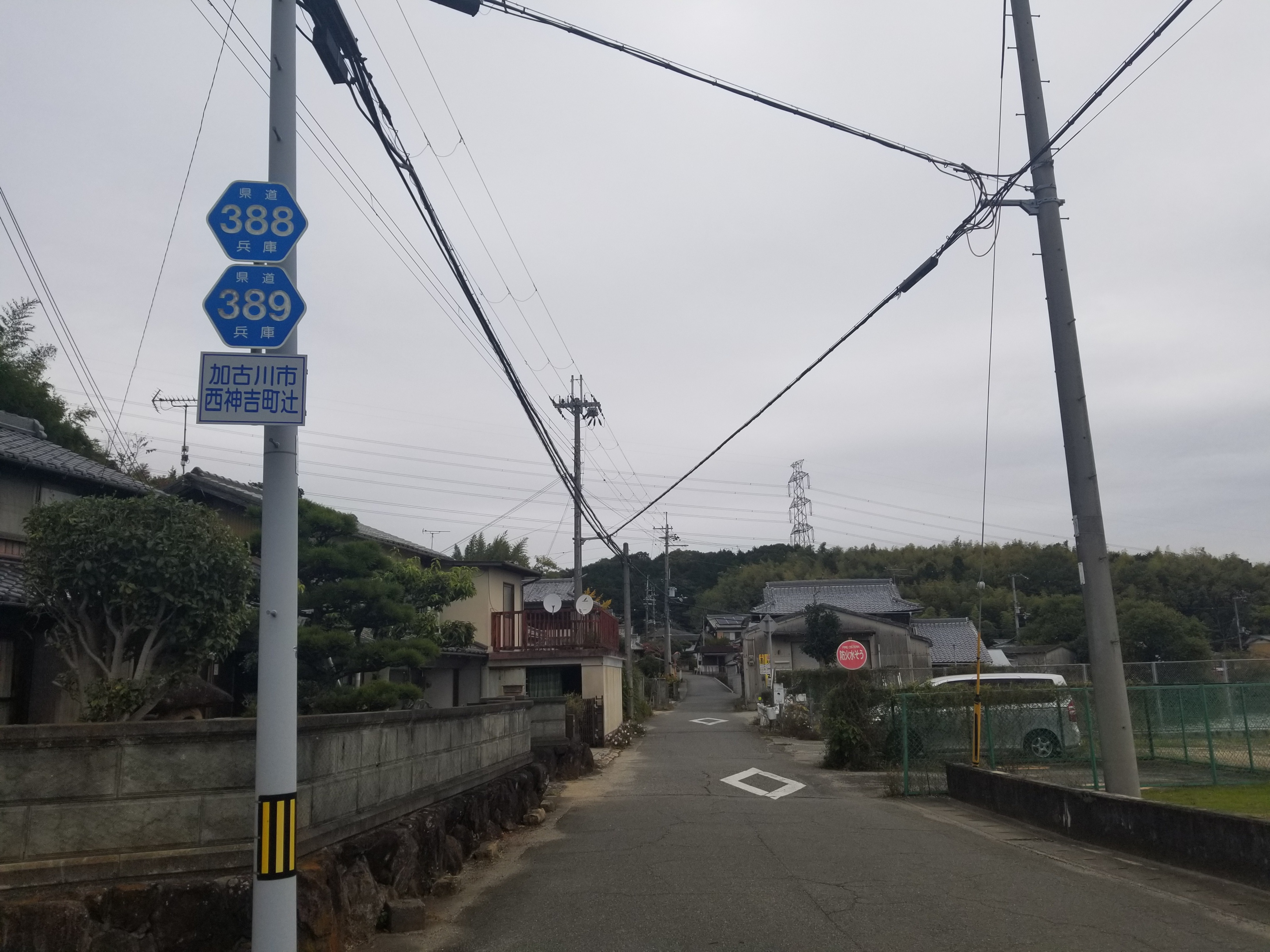
兵庫県道388号・389号重複区間

- 兵庫県道389号志方魚橋線（加古川市志方町横大路 - 加古川市西神吉町辻）
- 兵庫県道515号小原宝殿停車場線（高砂市神爪2丁目 - 高砂市神爪1丁目）

### 道路施設

#### 橋梁
- 谷川橋（法華山谷川、加古川市）

## 地理

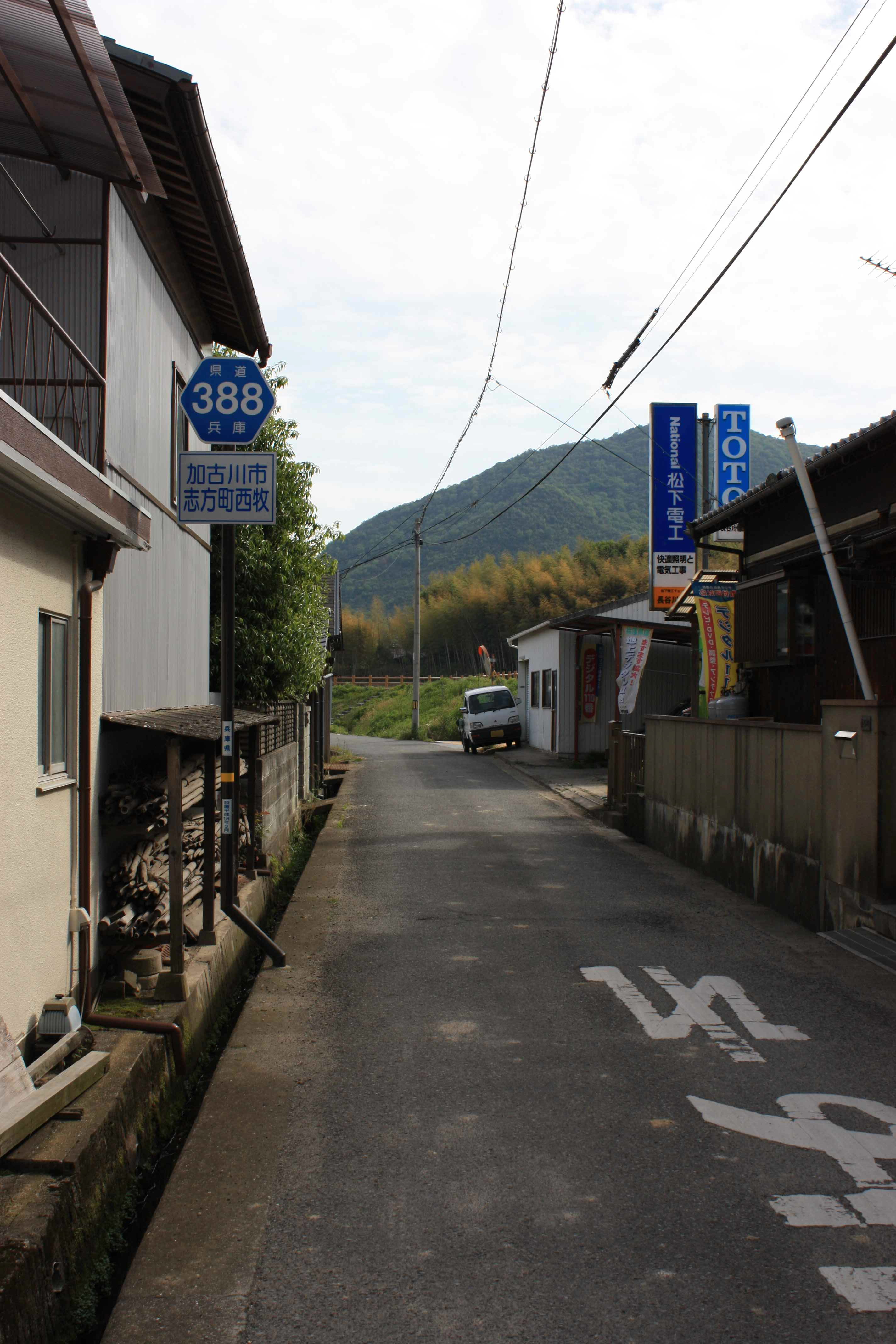
兵庫県道388号
加古川市志方町付近

### 通過する自治体
- 姫路市
- 加古川市
- 高砂市
- 加古川市

### 交差する道路
| 交差する道路                                                                              | 市町村名 | 交差する場所 | 交差する場所        |
| ----------------------------------------------------------------------------------------- | -------- | ------------ | ------------------- |
| 国道372号                                                                                 | 姫路市   | 飾東町八重畑 | 八重畑交差点 / 起点 |
| 通行不能区間                                                                              |          |              |                     |
| 兵庫県道65号神戸加古川姫路線                                                              | 加古川市 | 志方町西牧   |                     |
| 兵庫県道388号飾東宝殿停車場線 / 新道 兵庫県道389号志方魚橋線 重複区間起点                 | 加古川市 | 志方町横大路 |                     |
| 兵庫県道389号志方魚橋線 重複区間終点                                                      | 加古川市 | 西神吉町辻   |                     |
| 兵庫県道388号飾東宝殿停車場線 / 新道                                                      | 加古川市 | 西神吉町辻   |                     |
| 国道2号 / 加古川バイパス 兵庫県道387号平荘魚橋線                                          | 加古川市 | 西神吉町岸   |                     |
| 兵庫県道515号小原宝殿停車場線 重複区間起点                                                | 高砂市   | 神爪2丁目    |                     |
| 兵庫県道515号小原宝殿停車場線 重複区間終点                                                | 高砂市   | 神爪1丁目    |                     |
| 兵庫県道391号伊保宝殿停車場線 兵庫県道393号生石宝殿停車場線 兵庫県道515号小原宝殿停車場線 | 加古川市 | 米田町平津   | 終点                |

### 交差する鉄道
- 山陽本線

### 沿線
- 姫路市立谷内小学校
- JR西日本山陽本線・JR貨物 宝殿駅